# 乌马尔萨拉
乌马尔萨拉（Umarsara），是印度马哈拉施特拉邦Yavatmal县的一个城镇。总人口19064（2001年）。

## 人口
该地2001年总人口19064人，其中男性10045人，女性9019人；0—6岁人口2124人，其中男1164人，女960人；识字率82.20%，其中男性为86.05%，女性为77.91%。